# François de Bonal
 (février 2016).
François de Bonal, 92e évêque de Clermont-Ferrand, est né le 9 mai 1734 à Saint-Léger canton de Penne en Lot-et-Garonne. Il meurt le 3 septembre 1800 à Munich où il s’était réfugié à la suite de la Révolution française.

## Biographie
Fils de Jean de Bonal et de Françoise Christine de Méallet de Fargues, il appartient, par son père, à l’une des plus anciennes familles : son ancêtre Pierre de Bonal était évêque de Sarlat en 1446 puis de Rieux où il mourut en 1469. Sa mère est issue d'une haute famille de Haute-Auvergne. Son frère cadet, Jean-Joseph Méallet de Fargues, devient chevalier de Saint-Louis alors que son neveu, Henri de Bonal, page de Louis XVI est chevalier de Malte.

### L'évêque
Il entre dans les ordres après de longues études. Député à l’Assemblée du clergé en 1758, il est pourvu de l’abbaye de Saint-Ambroise de l’ordre de Saint-Augustin dans le diocèse de Bourges, puis nommé vicaire et grand archidiacre de Châlon-sur Saône. Madame Louise de France l’appelle comme directeur général des Carmélites qu’elle édifiait alors. Bonal est sacré le 6 octobre 1776 évêque de Clermont en l'église Saint-Roch à Paris. Le 19 mars 1780, un bref de Pie VI lui accorde le pouvoir de donner aux fidèles qui seraient en danger de mort la bénédiction apostolique avec l'indulgence plénière. Lors de l'Assemblée générale du clergé de 1780, il proteste contre les progrès de l'antichristianisme et dénonce les ouvrages L'histoire philosophique et politique des établissements des Européens dans les Deux Indes et Le système de la nature. En 1781, il est nommé abbé de Bonport dans le diocèse d'Évreux. De retour dans son diocèse, il intervient auprès du roi pour la défense et le maintien de la Cour des Aides à Clermont. À la suite des privations du peuple, il accorde en 1783 une dispense du jeûne pendant quatre jours de la semaine lors du carême. De 1777 à 1785, Bonal visite 387 églises de ce vaste diocèse qu’était alors celui de Clermont. Au cours de l'été 1785, il accueille les filles de Louis XV, Adélaïde et Victoire venues voir le tombeau de Saint Amable à Riom et « prendre les eaux » à Vichy. Gravement malade en 1786, il aide une dernière fois son diocèse, victime de la grêle en juillet 1787, en lui faisant octroyer un secours de 44 000 livres et une remise sur les impositions pour les paroisses concernées.

### Le député
En 1787, Bonal siège à l'assemblée provinciale d'Auvergne. En 1788, il adresse une protestation à Louis XVI contre l'édit du 7 novembre 1787 qui accorde aux « Réformés » l'exercice de leurs droits civils avant de se rendre à l'Assemblée générale extraordinaire du clergé que Louis XVI réunit afin d'obtenir une aide financière. Lors de son « mandement » pour le carême de février 1789, Bonal dénonce les « calamités » que provoquerait l’application « d’une philosophie impie qui s’est répandu sur nous ». Élu député aux états généraux de 1789 pour la sénéchaussée de Riom à égalité avec le curé de Dore-l'Église, François Caprais de Brignon, il opte pour celle de Clermont-Ferrand. Député à la Constituante, Bonal déploie un certain talent  et une fermeté en donnant l’exemple  du refus à prêter serment à la Constitution civile du clergé le 12 juillet 1790 tout en tentant de prévenir la rupture entre l’Assemblée et le Saint-Siège. Anxieux des cruelles conséquences de la « Constitution civile », Louis XVI le consulte, de sa prison au Temple, dans une lettre célèbre publiée dans Le Moniteur du 6 décembre 1792.
Émigré en Hollande, chassé par l’armée française en 1795, Bonal refuse au général Pichegru une voiture sous prétexte qu’elle ne peut contenir tous ses compagnons d’infortune. Il est transporté dans un petit port de la mer du Nord, Altona, à l’embouchure de l’Elbe. L’évêque se réfugie ensuite à Fribourg en Suisse, puis à Constance et enfin à Munich où il décède le 3 septembre 1800. Il y est enterré dans le couvent des pères Capucins.

## Devise épiscopale
« Absque nubibus rutilat » (« Ciel sans nuages »)[réf. nécessaire].

## Œuvres
- François de Bonal, Déclaration de M. l'évêque de Clermont, au sujet du serment civique, dans la séance du vendredi matin 9 juillet 1790 (œuvre littéraire), Paris, 1790, [lire en ligne].
- François de Bonal, Dire de M. l'évêque de Clermont, prononcé dans la tribune de l'Assemblée nationale, le 26 novembre, à la séance du soir. Sur le Rapport des comités réunis relativement à l'exécution des décrets sur la constitution du clergé (œuvre littéraire).
- François de Bonal, Testament spirituel, ou Dernières instructions de Mgr l'évêque de Clermont à son diocèse (œuvre littéraire), 1er septembre 1800, [lire en ligne].